# Scott Glenn
Theodore Scott Glenn (Pittsburgh, 26 januari) is een Amerikaans acteur. Hij is vooral bekend door zijn rollen in Apocalypse Now, The Hunt for Red October, The Silence of the Lambs, Absolute Power, Urban Cowboy en The Right Stuff.

## Biografie

### De eerste jaren
Scott Glenn werd geboren als Theodore Scott Glenn in Pittsburgh. Hij was een ziekelijk kind en moest zelfs een jaar lang het bed houden. Hij herstelde na intensieve trainingen en ging uiteindelijk naar The College of William and Mary om Engels te studeren. Na zijn studie nam hij dienst bij de mariniers waar hij drie jaar bleef. Na zijn diensttijd werkte hij als verslaggever in Wisconsin en probeerde auteur te worden. Om te leren om goede dialogen te schrijven, nam hij lessen in acteren. In 1965 debuteerde hij op Broadway in The Impossible Years. Hij bleef doorstuderen bij George Morrison's acting class en speelde tegelijkertijd bij La MaMa Experimental Theatre Club productions. In 1967 trouwde hij met Carol Schwartz en nam het Joodse geloof aan. Zijn carrière als acteur kwam langzaam van de grond met kleine rollen in het theater en op televisie. Het was regisseur James Bridges die hem in 1970 liet debuteren in de film The Baby Maker.

### Hollywood
Glenn verhuisde met zijn gezin naar Los Angeles en speelde kleine rollen in films en tv-producties. Zijn carrière wilde maar niet vlotten, ondanks het feit dat hij werkte met de grote regisseurs Jonathan Demme en Robert Altman. Francis Ford Coppola gaf hem een kleine rol in Apocalypse Now (1979), maar een doorbraak bleef uit. Gefrustreerd verliet Glenn Hollywood en ging in het plaatsje Ketchum, Idaho werken als barman, jager en ranger. Hij bleef acteren maar alleen nog in lokale toneelproducties. In 1980 keerde hij terug naar de film en speelde de rol van Wes Hightower in Urban Cowboy, er volgde een serie rollen in films als Wild Geese II, Silverado (1985) en The Right Stuff. Hoewel hij meestal niet de hoofdrol kreeg, werden de rollen die hij speelde wel steeds groter. Begin jaren negentig stond hij op zijn hoogtepunt als acteur met rollen in kassuccessen als The Hunt for Red October (1990), The Silence of the Lambs (1991), Backdraft (1991) en The Player (1992). Hierna probeerde hij meer uitdagende rollen te krijgen in kleinere films als Reckless (1995), Edie and Pen (1997), Carla's Song, Courage Under Fire (1996), Absolute Power (1997) en Lesser Prophets (1997). Na de eeuwwisseling wisselde hij rollen in grote films af met arthouse-films.

## Filmografie
- The Baby Maker (1970) - Tad Jacks
- Angels Hard as They Come (1971) - Long John
- The Gargoyles (1972) - James Reeger
- Hex (1973)
- Nashville (1975) - Glenn Kelly
- Apocalypse Now (1979) - Captain Richard M. Colby
- More American Graffiti (1979)
- Urban Cowboy (1980)
- Personal Best (1982)
- The Challenge (1982)
- The Right Stuff (1983)
- The Keep (1983)
- The River (1984)
- Countdown to Looking Glass (1984)
- Wild Geese II (1985)
- Silverado (1985)
- As Summers Die (1986)
- Man on Fire (1987)
- Verne Miller(1987)
- Off Limits (1988)
- Miss Firecracker (1989)
- The Hunt for Red October (1990)
- The Silence of the Lambs (1991) - Jack Crawford
- My Heroes Have Always Been Cowboys (1991)
- Backdraft (1991) - John "Axe" Adcox
- Women & Men 2 (1991)
- Shadowhunter (1993) - John Cain
- Slaughter of the Innocents (1993) - Stephen Broderick
- Extreme Justice (1993) - Dan Vaughn
- Past Tense (1994)
- Night of the Running Man (1995) - David Eckhart
- Tall Tale (1995) - J.P. Stiles
- Reckless (1995) - Lloyd
- Courage Under Fire (1996) - Tony Gartner
- Carla's Song (1996) - Bradley
- Absolute Power (1997) - Agent Bill Burton
- Firestorm (1998) - Wynt Perkins
- Naked City: Justice with a Bullet (1998) - Sgt. Daniel Muldoon
- The Virgin Suicides (1999) - Father Moody
- Vertical Limit (2000) - Montgomery Wick
- Training Day (2001) - Roger
- Buffalo Soldiers (2001) - 1SG Robert E. Lee
- The Shipping News (2001) - Jack Buggit
- A Painted House (2003)
- Puerto Vallarta Squeeze (2004)
- Homeland Security (2004) - Joe Johnson
- Faith of My Fathers (2005)
- Code Breakers (2005)
- Journey to the End of the Night (2006) - Sinatra
- Freedom Writers (2007) - Steve Gruwell
- Camille (2007) - Sheriff Foster
- The Bourne Ultimatum (2007) - Ezra Kramer
- Nights in Rodanthe (2008) - Robert Torrelson
- Surfer, Dude (2008) - Alister Greenbough
- W. (2008) - Donald Rumsfeld
- Secretariat (2010) - Christopher Chenery
- Sucker Punch (2011)
- The Bourne Legacy (2012) - Ezra Kramer
- The Paperboy (2012) - W.W James
- The Barber (2014) - Eugene Van Wingerdt / Francis Allen Visser
- Daredevil (2015-2016) - Stick
- The Defenders (2017) - Stick
- Greenland (2020) - Allisons vader

- Bibsys: 1067825
- Biblioteca Nacional de España: XX1343613
- Bibliothèque nationale de France: cb139486654 (data)
- Gemeinsame Normdatei: 13968395X
- International Standard Name Identifier: 0000 0001 0995 3172
- Library of Congress Control Number: n85376865
- Nationale Bibliotheek van Tsjechië: pna2007389141
- Nationale bibliotheek van Australië: 36023316
- Nationale Bibliotheek van Israël: 987007424405605171
- Nationale Bibliotheek van Polen: a0000001674925
- Nederlandse Thesaurus van Auteursnamen: 072561475
- SNAC: w6280fn3
- Système universitaire de documentation: 078022150
- Trove: 1190463
- Virtual International Authority File: 85116884
- WorldCat: E39PBJmDpHxmj773QrB9X7tYfq